# Les Trois Soldats (Bruegel)
Pour les articles homonymes, voir Les Trois Soldats.
Les Trois Soldats est un tableau de Pieter Brueghel l'Ancien réalisé en 1568. L'œuvre est conservée à la Frick Collection à New-York. Le tableau, grisaille sur un panneau de chêne au format vertical, mesure 20,3 cm sur 17,8 cm.

## Description

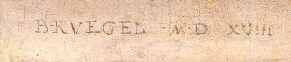
Signature en bas à gauche.

Le tableau est signé en bas à gauche « BRVEGEL.M.D.LXVIII ».